# Renia fimbrialis
Renia fimbrialis är en fjärilsart som beskrevs av William Schaus 1916. Renia fimbrialis ingår i släktet Renia och familjen nattflyn. Inga underarter finns listade.